# Folkesparekassen
Folkesparekassen er et dansk selvejende pengeinstitut, der er dannet i 1983. Den har hovedsæde i Silkeborg samt afdelinger i Aarhus og Odense. Folkesparekassens øverste myndighed er repræsentantskabet bestående af 46 garanter, der udpeger bestyrelsens medlemmer. Folkesparekassen er grundlagt på tankerne om rentefri økonomi, af JAK Danmark (tidligere landsforeningen J. A. K.) og K.E. Kristiansen. I juni 2021 blev det annonceret, at Folkesparekassen planlagde en fusion med Middelfart Sparekasse, med sidstnævnte som den fortsættende virksomhed.

## Folkesparekassen politianmeldt
I 2012 politianmeldte Finanstilsynet 7 danske pengeinstitutter herunder Folkesparekassen. Finanstilsynet gennemførte en screening af i alt 30 pengeinstitutters hjemmesider med henblik på at undersøge, om oplysningerne om blandt andet rentesatser og årlige omkostninger i procent (ÅOP) lever op til reglerne på området. I Folkesparekassen var der tale om, at markedsføringen af et udlånsprodukt ikke indeholdt den lovpligtige oplysning om ÅOP.